# Ragnar Holte
Knut Ragnar Holte, född 6 juni 1927 i Linköping, död 27 februari 2023 i Lunds domkyrkodistrikt, var en svensk teolog, etiker och psalmförfattare.

## Biografi
Holte blev teologie kandidat vid Uppsala universitet 1950 och prästvigdes samma år. Han blev filosofie kandidat 1953, teologie licentiat 1957 och teologie doktor 1959. Holtes doktorsavhandling, Beatitudo och sapientia, som behandlar Augustinus syn på människans livsmål, belönades med högsta betyget laudatur och blev översatt till franska. 
Holte var docent i dogmatik och symbolik 1959–65 och utnämndes 3 juni 1966 till professor i etik med religionsfilosofi  (namnet ändrades senare till etik, särskilt socialetik) vid Uppsala universitet och avgick med pension 1992. Som professor författade han i samarbete med de två nyblivna doktorerna Jarl Hemberg och Anders Jeffner läroboken Etiska problem 1970. Tolv år senare, när även de två sistnämnda blivit professorer, författade de tre tillsammans boken Människan och Gud, där de bland annat behandlar relationen mellan vetenskap och gudstro.  Holte handledde elva doktorander, bland dem fyra kvinnor, till doktorsexamen. Fyra av dessa kom senare att bli professorer: Carl-Henric Grenholm, Robert Heeger, Göran Lantz och Göran Collste.
Holte var från 1961 till 1992 ordförande i Laurentius Petri-sällskapet som vill arbeta för den bibliska psalmens och den gregorianska sångens användning i tidegärd och mässa. Han medverkade där att ta fram en ny utgåva av Den svenska tidegärden med anpassningar till de nya texterna i Bibel 2000.  
Holte hade en aktiv roll i framtagande av 1986 års psalmbok  och finns representerad i den med tre bearbetningar av äldre texter (nr 33, 251 och 525). 
2016 förlänades Holte av Sveriges Kyrkosångsförbund guldmedaljen Musica Sacra för sin insats gällande främst tidegärden men även en del övriga insatser till förmån för kyrkomusiken.
Ragnar Holte var son till folkskoleinspektör Oskar Holte och Naëmi Holte och bror till Gunnar Holte. Han var gift från 1953 med  Sonja, född Blennow 1926, död 2013, och de fick tre barn.